# Henriette Herzfelder
Henriette Herzfelder (* 16. April 1865 in Brünn; † 14. Juni 1927 in Wien) war eine österreichische Schriftstellerin und Frauenrechtsaktivistin.

## Leben
Henriette Herzfelder kam aus einer alteingesessenen jüdischen Brünner Familie, die bereits zur Zeit des Toleranzedikts Kaiser Josephs II. emanzipiert worden war, wie man die Assimilation damals nannte. Ihr Vater betrieb in Brünn einen Betrieb zur Produktion von Rübsamenöl, das für die Benutzung von Lampen gebraucht wurde. Ihre Mutter starb jung, und der Vater heiratete ein zweites Mal. Herzfelder hatte zwei Schwestern und eine Halbschwester, von denen ihr ihre Schwester Jenny, die von den Nationalsozialisten ermordet wurde, besonders nahestand. Herzfelder trat 1912 aus dem Judentum aus und wurde konfessionslos.

## Wirken
Herzfelder war 1905 bis 1915 Redakteurin des Organs des Bundes österreichischer Frauenvereine (BöFV) Der Bund, zudem Leiterin der Pressekommission und Vorstandsmitglied des Bundes und 1911 bis 1918 verantwortliche Redakteurin der Zeitschrift für Frauenstimmrecht sowie im Vorstand des 1905 von ihr mitgegründeten Frauenstimmrechtskomitees. In Brünn beteiligte sie sich am Aufbau frauenbewegter Strukturen und war zeitweise Schriftführerin sowie später Ehrenmitglied des „Frauenbund“ in Brünn.
Außer für das Frauenstimmrecht engagierte Herzfelder sich für Jugendfürsorge, insbesondere das Jugendfürsorgegesetz und war Sekretärin sowie Mitglied des ständigen Ausschusses der Zentralstelle für Kinderschutz und Jugendfürsorge, wo sie u. a. die „Zeitschrift für Kinderschutz und Jugendfürsorge“ der Zentralstelle redigierte. Sie verfasste zahlreiche Aufsätze über Frauen- und Jugendprobleme sowie Geschlechterpolitik und war eine Verfechterin amerikanischer Fürsorgesysteme.

## Veröffentlichungen
- Brünner Frauenvereine. In: Neues Frauenleben. Nr. 11, 1902.
- Der Bund: Zentralblatt des Bundes Österreichischer Frauenvereine. Wien 1905–1919 (Herausgeberin und zahlreiche Artikel).
- Zeitschrift für Frauenstimmrecht. Wien 1911–1918 (Redakteurin).
- Die gemeinsame Erziehung der Geschlechter. Leipzig 1907.
- Frauenbewegung und Sexualethik. (Rezension des gleichnamigen Buches). In: Der Bund. 4. Jg., Nr. 6, 1909, S. 14–15.
- Die Kinderschutzgesetze von Colorado und das Jugendgericht in Denver. Leipzig 1910.
- Ein amerikanischer Erziehungsstaat. (Die George Junior Republik). Leipzig 1912.
- Das Recht des unehelichen Kindes im neuen schweizerischen Zivilgesetzbuch. Leipzig 1913.
- Die organisierte Mütterlichkeit. Leipzig 1914.
- Schule und Wehrkraft. Vortrag gehalten in der Sozialpädagogischen Gesellschaft am 29. Oktober 1915. Mit einem Anhang Fachmännischer Urteile über militärische Jugenderziehung von Henriette Herzfelder. Wien 1916.
- Die Sozialisierung unseres Jugendrechtes. Wien 1918.
- Carl Brockhausen (Hrsg.): Österreich in Wort und Bild. Unter Mitwirkung von Hans Ankwicz-Kleehoven, Elsa Brockhausen, Henriette Herzfelder. Wien 1924.